# Zapotèque de Yateé
Le zapotèque de Yateé, aussi appelé zapotèque serrano du sud-ouest, est une langue zapotèque parlée dans  l'État d'Oaxaca et dans l'État de Veracruz, au Mexique.

## Localisation géographique
Le village de San Francisco Yateé, où est parlée cette variété de zapotèque, se situe dans le district de Vila Alta dans l'Oaxaca.

## Classification
Le parler zapotèque de Yateé est une langue amérindienne. Les parlers zapotèques constituent une des branches de la famille des langues oto-mangues.

## Phonologie
Les tableaux présentent les phonèmes du zapotèque de parlé à San Francisco Yateé.

### Voyelles
|         | Antérieure | Centrale | Postérieure |
| ------- | ---------- | -------- | ----------- |
| Fermée  | i [i]      |          |             |
| Moyenne |            |          | o [o]       |
| Ouverte | e [ɛ]      | a [a]    |             |

### Qualité des voyelles
Le zapotèque de Yateé ne compte que quatre voyelles de base, mais, à celles-ci, s'ajoutent deux autres séries de voyelles qui sont [aʔ] et [aʔa].

### Consonnes
|               |               | Bilabiale | Dentale | Rétrofl. | Palatale  | Vélaire |
| ------------- | ------------- | --------- | ------- | -------- | --------- | ------- |
| Occlusives    | Tendues       | p [pː]    | t [tː]  |          |           | k [kː]  |
| Occlusives    | Douces        | b [β]     | d [ð]   |          |           | g [ɣ]   |
| Fricatives    | Tendues       |           | s [s]   | ʂ [ʂ]    |           |         |
| Fricatives    | Douces        |           | z [z]   | ʐ [ʐ]    |           | ɣ [ɣ]   |
| Affriquées    | Tendues       |           |         |          | tʃ [ t͡ʃ ] |         |
| Affriquées    | Douces        |           |         |          | dʒ [d͡ʒ]   |         |
| Nasales       | Tendues       | mː [mː]   | nː [nː] |          |           |         |
| Nasales       | Faibles       | m [m]     | n [n]   |          |           |         |
| Liquides      | Tendues       |           | lː [lː] |          |           |         |
| Liquides      | Faible        |           | l [l]   |          |           |         |
| Semi-voyelles | Semi-voyelles | w [w]     |         |          | j [j]     |         |

### Opposition des consonnes
Les consonnes, en zapotèque de Yateé, ne s'opposent pas selon un schéma classique de voisement, entre sourdes et sonores, mais selon leur tension, entre consonnes tendues, ou fortes, et consonnes douces, ou faibles. Les occlusives, nasales et latérales fortes sont réalisées comme des consonnes longues. Les occlusives douces sont le plus souvent fricativisées.
Ainsi [t] est réalisée [tˑ] à l'initiale, [tː] en milieu de mot et [tʰ] en finale. À l'inverse, [d] varie d'une occlusive sourde à une fricative [ð].

### Une langue tonale
Le zapotèque de Yateé est une langue tonale qui possède quatre tons, haut, bas, montant bas-haut et descendant haut-bas